# Ремонт гірничих виробок
Ремонт гірничих виробок (рос. ремонт горных выработок, англ. roadway repair; нім. Unterhaltung f der Grubenbaue,  Instandsetzung f der Grubenbaue) ― комплекс технічних заходів, направлених на відновлення експлуатаційного стану гірничих виробок.  
Розрізняють поточний і капітальний ремонт гірничих виробок.  
До структури ремонтних робіт входять заміна окремих зруйнованих рам чи їх елементів, підсилення кріплення, підривання підошви, виправлення рейкового шляху і т.п. Велика частина витрат припадає на перекріплення підготовчих виробок (45-62%). Зі збільшенням глибини розробки й ускладненням гірничо-геологічних умов вартість ремонтних робіт зростає.  
Капітальний ремонт ― повне відновлення проектних експлуатаційних параметрів гірничої виробки. 